# Duplachionaspis ugandae
Duplachionaspis ugandae är en insektsart som beskrevs av Hall 1946. Duplachionaspis ugandae ingår i släktet Duplachionaspis och familjen pansarsköldlöss.
Artens utbredningsområde är Uganda. Inga underarter finns listade i Catalogue of Life.